# Pagerharjo (Wedarijaksa)
Pagerharjo is een bestuurslaag in het regentschap Pati van de provincie Midden-Java, Indonesië. Pagerharjo telt 3721 inwoners (volkstelling 2010).